# 대사유체
대사유체는 세포내외의 대사물들의 흐름의 총체를 말한다. 이것은 대사체와 비교되는 말로서 flux balance분석에서 모든 대사체들간의 정량화의 총체를 의미한다. 이것은 체학의 등장에 따라 생겨난 신조어이다.

## 같이 보기
- 대사체
- 유전체
- 단백체